# Comano (Zwitserland)
Comano is een gemeente en plaats in het Zwitserse kanton Ticino, en maakt deel uit van het district Lugano.
Comano telt 1729 inwoners.

## Geboren in Comano
- Lara Gut, skiester gespecialiseerd in afdaling en Super-G.